# Памятник Каролю Марцинковскому (Познань)
Памятник Каролю Марцинковскому (пол. Pomnik Karola Marcinkowskiego) — памятник, находящийся в Познани (Польша) и посвящённый польскому врачу и общественному деятелю Каролю Марцинковскому. Памятник располагается на пересечении аллеи Марцинковского и улицы 23 февраля. 

## История
Автором памятника является гданьский скульптор Станислав Радванский. Памятник был торжественно открыт в 2005 году. 

## Описание
Классический памятник представляет собой сидящего Кароля Марцинковского с тростью в руках и одетого в длинное пальто. Скульптура располагается на высоком постаменте из коричневого гранита.  
Недалеко от памятника находятся  памятник Голему,  фонтан с дельфинами, здания познанского Университета изящных искусств, почты и полиции. 
В Познани также находится второй памятник Каролю Марцинковскому возле I среднеобразовательного лицея. 

## Источник
- Poznań - atlas aglomeracji 1:15.000, wyd. CartoMedia/Pietruska & Mierkiewicz, Poznań, 2010, ISBN 978-83-7445-018-8